# 325 f.Kr.

## Händelser

### Efter plats

#### Makedoniska riket
- Alexander den store lämnar Indien och utser sin officer Peithon till satrap över området runt Indus.
- Alexander beordrar sin amiral Nearkhos att segla från Hydaspesfloden i västra Indien till Persiska viken och uppför floden Eufrat till Babylon medan Alexanders armé börjar marschera genom Gedrosien (Baluchistan).
- På återvägen till Persiska riket stöter Alexanders armé på Malliklanerna (i nuvarande Multan) och det påföljande slaget försvagar kraftigt armén. Alexander skickar det mesta av sin kvarvarande armé till Karmanien (nuvarande södra Iran) med generalen Krateros, medan han leder resten av sina styrkor tillbaka till Persien via den södra vägen genom den gedrosiska öknen (numera del av södra Iran och Makran i södra Pakistan).
- I slutet av året når Alexanders armé fram till Persepolis, medan hans flotta, under Nearchos, når Susa vid samma tid.
- Världens första omnämnande av sockerrör sker i skrivelser av Alexanders amiral Nearkhos, som skriver om indiska störar "som producerar honung, trots att där inte finns några bin".

#### Sicilien
- Agathokles, en rik och ambitiös Syrakusamedborgare, skickas i exil för att ha försökt störta det oligarkiska partiet i staden.

#### Kina
- Hertig Huiwen, som är härskare över staten Qin, går emot sin lojalitet till den symboliske monarken av Zhoudynastin och antar titeln kung Huiwen, hävdar konungslig makt och inspirerar andra härskare bland De stridande staterna att göra sammaledes.
- Wuling uppstiger på staten Zhaos tron.

### Efter ämne

#### Filosofi
- Aristoteles skriver Ta Ethika om dygder och moralisk uppbyggnad (omkring detta år).

#### Konst
- 300-talets senklassiska period inom skulptur i antikens Grekland tar slut och efterföljs av den hellenistiska perioden (omkring detta år).

## Födda
- Euklides, grekisk matematiker i Alexandria (död omkring 265 f.Kr.)